# Profax Verlag
Die Profax Verlag AG (Eigenschreibweise: profax Verlag AG) wurde im Jahr 1975 von Gertrud Zimmermann gegründet und gehört zu den Pionieren in der Entwicklung von Lernmedien mit Selbstkontrolle. Die profax Verlag AG stellt heute vorwiegend webbasierte E-Learning-Programme, Lernhefte für das profax-Lerngerät sowie ein Sanduhr-Rechentraining her.

## Geschichte

### Entwicklung des profax-Lerngeräts und Gründung der profax Verlag AG
Im Jahr 1965 entwickelten die praktizierenden Schweizer Lehrpersonen Hans Giezendanner, Gertrud Zimmermann und Ernst Bindschedler ein Lerngerät, welches eine sofortige Selbstkontrolle zulässt. Das Trio wurde dabei vom bekannten Psychologen und Didaktiker Prof. Hans Aebli beraten. Das Gerät wurde später profax oder profax-Lerngerät genannt. Dieses sollte den Schülerinnen und Schülern das eigenständige Üben ermöglichen und die Lehrkräfte von Korrekturarbeiten entlasten. In Zusammenarbeit mit pädagogisch-didaktischen Fachkräften entstand ein Sortiment an ergänzenden Lernheften, vorwiegend für die Primarstufe.
Am 4. Dezember 1975 gründete Gertrud Zimmermann schliesslich die profax Verlag AG, um das profax-Lerngerät und die Lernhefte zu vertreiben. Den Verlag führte sie als Familienbetrieb.

### Erneuerung des Verlag, profax Stiftung und Entwicklung von profaxonline
Die Verlegerin Gertrud Zimmermann verstarb im Jahr 2003. Davor gelang es ihr, den Grundstein für eine Umstrukturierung zu legen, damit die Firma durch das neue Management übernommen werden konnte und so der Fortbestand der profax Verlag AG gesichert war. In dieselbe Zeit fiel auch die Erweiterung des Portfolios um E-Learning-Programme, welche seit 2010 vorwiegend über die eigene Lernplattform profaxonline vertrieben werden.
Gertrud Zimmermann veranlasste zudem noch die Gründung der profax Stiftung zur Vergabe des profaxpreises, eine Würdigung von herausragenden Leistungen auf dem Gebiet des Unterrichts- und Bildungswesens.

### Heute
Aktuell entwickelt, produziert und vertreibt die profax Verlag AG sowohl eigene E-Learning-Programme, wie auch solche für andere Verlage und Anbieter wie Klett und Balmer, Lehrmittelverlag Zürich, das Bildungsministerium Luxemburg oder edufix in den Sprachen Deutsch, Französisch, Englisch und Luxemburgisch.

## Bekannte Produkte
- profax –  Lerngerät zum Üben mit direkter Selbstkontrolle
- profaxonline – Webbasierte Lernplattform[3]